# Oswestry (plaats)
Oswestry is een civil parish in het bestuurlijke gebied Shropshire, in het Engelse graafschap Shropshire. De plaats telt 17.181 inwoners.

## Sport
Het in de voetbalcompetitie van Wales actieve The New Saints FC speelt haar wedstrijden in het Park Hallstadion in Oswestry. The New Saints FC zijn de recordkampioen van Wales en spelen regelmatig Europees voetbal. De wedstrijden kunnen dan echter niet altijd in het kleine stadion is Oswestry worden gespeeld.

## Geboren
- Edward Weston (1850-1936), scheikundige
- Harry Weetman (1920-1972), golfer
- Ian Hunter (1939), zanger
- Ian Woosnam (1958), golfer

## Galerij

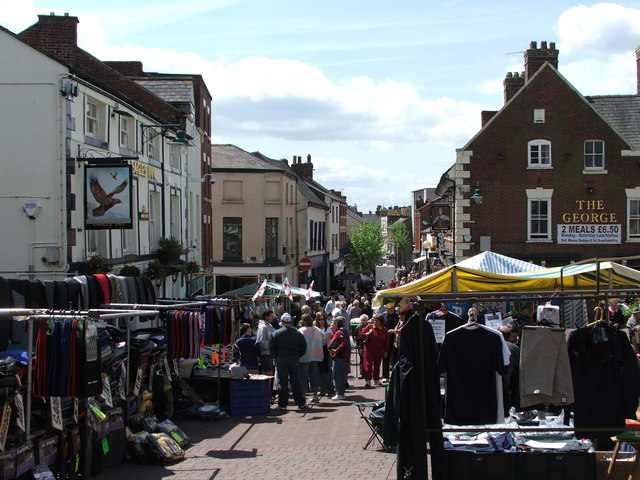
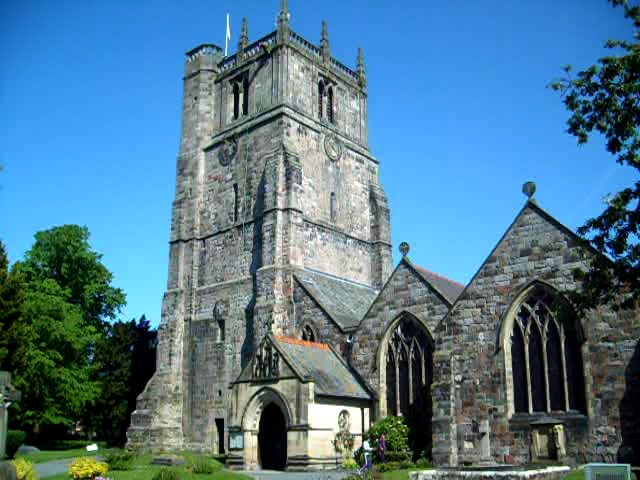
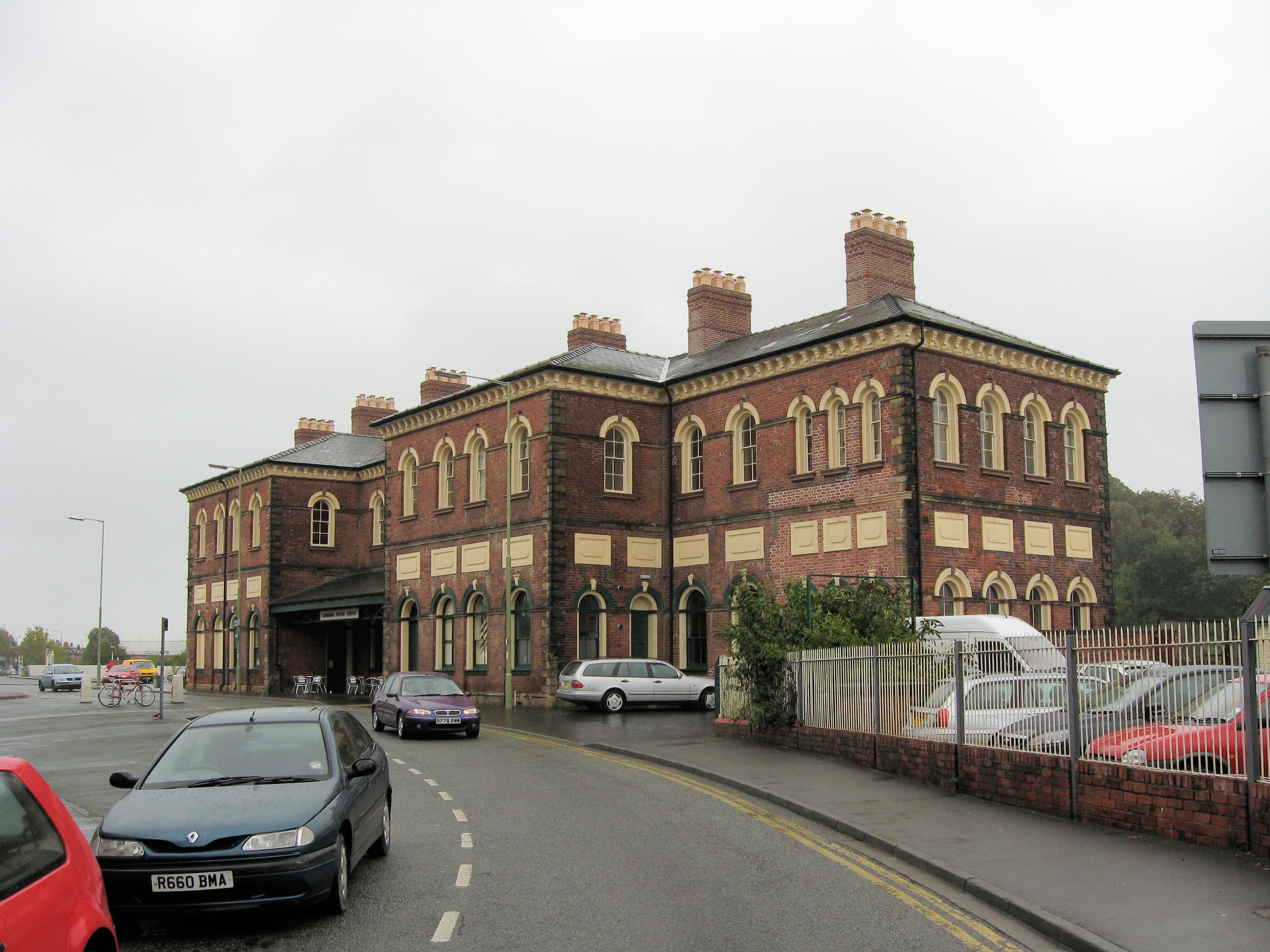